# ديرك فايسه (سياسي)
ديرك فايسه هو سياسي ألماني، ولد في 11 يوليو 1983 في بادربورن في ألمانيا. نشط حزبياً في الحزب الديمقراطي الاجتماعي الألماني. وقد انتخب  (11 أبريل 2018 – أغسطس 2020) وفي الانتخابات الفيدرالية الألمانية 2017، انتخب عضو في البوندستاغ الألماني عن دائرة Hochsauerlandkreis (electoral district) ‏ وقد انضم خلال البوندستاغ الألماني التاسع عشر (24 أكتوبر 2017 – ) للكتلة البرلمانية المجموعة البرلمانية للحزب الديمقراطي الاجتماعي ‏ وانتخب عضو في البوندستاغ الألماني خلال فترته النيابية ‏ (22 أكتوبر 2013 – 24 أكتوبر 2017).

## وصلات خارجية
- الموقع الرسمي